# アンドレ・クラリンド・ドス・サントス
アンドレ・サントス (André Santos) こと、アンドレ・クラリンド・ドス・サントス（André Clarindo dos Santos, 1983年3月8日 - ）は、ブラジル・サンパウロ出身の元サッカー選手。現役時代のポジションはディフェンダー（左サイドバック）。

## 経歴

### クラブ
2003年、フィゲイレンセFCでプロデビュー。2005年にはCRフラメンゴ、2006年にはアトレチコ・ミネイロにレンタル移籍して経験を積んでいる。アトレチコ・ミネイロ所属時には全国選手権2部の優勝に貢献する。2008年からはSCコリンチャンス・パウリスタに移籍。2008年のコリンチャンスの全国選手権2部優勝に貢献し、以後同クラブの中心選手として1部でも活躍した。2009年7月、トルコのフェネルバフチェSKに移籍した。2010-11シーズンは開幕からリーグ優勝を狙える位置につけていたが、2011年4月16日のガズィアンテプスポル戦 (1-0) では後半ロスタイムに決勝点を挙げて優勝争いに踏みとどまった。4月24日のブジャスポル戦で2試合連続得点を決めたが、やはりロスタイムの得点だった。
2011年8月31日、移籍期限最終日にイングランド・プレミアリーグのアーセナルFCに完全移籍。2013年2月に1年半の期限付きでグレミオFBPAに移籍。
2014年9月30日、インド・スーパーリーグのFCゴアに加入した。
2015年2月5日、ボタフォゴに移籍した。
2015年、FCヴィル1900に移籍した。
2016年6月24日、ボルスポルに移籍した。

### 代表歴
2009年3月、ワールドカップ南米予選及びFIFAコンフェデレーションズカップ2009のブラジル代表に選出。自身にとって初めての代表招集となった。

## 所属クラブ
- フィゲイレンセFC 2004-2007

→ CRフラメンゴ 2005-2006 (loan)
→ アトレチコ・ミネイロ 2006 (loan)
- SCコリンチャンス・パウリスタ 2008-2009
- フェネルバフチェSK 2009-2011
- アーセナルFC 2011-2013

→ グレミオFBPA 2013 (loan)
- CRフラメンゴ 2013-2014
- FCゴア 2014
- ボタフォゴFC (サンパウロ州) 2015
- FCヴィル1900 2015-2016
- ボルスポル 2016-2018
- フィゲイレンセFC 2018

## タイトル

### クラブ
フィゲイレンセFC
- カンピオナート・カタリネンセ : 2004

CRフラメンゴ
- コパ・ド・ブラジル : 2006

アトレチコ・ミネイロ
- カンピオナート・ブラジレイロ・セリエB : 2006

SCコリンチャンス・パウリスタ
- カンピオナート・ブラジレイロ・セリエB : 2008
- カンピオナート・パウリスタ : 2009
- コパ・ド・ブラジル : 2009

フェネルバフチェSK
- テュルキエ・スュペル・クパス : 2009
- スュペル・リグ : 2010-11

### 代表
ブラジル代表
- FIFAコンフェデレーションズカップ : 2009